# Método de amenorreia lactacional

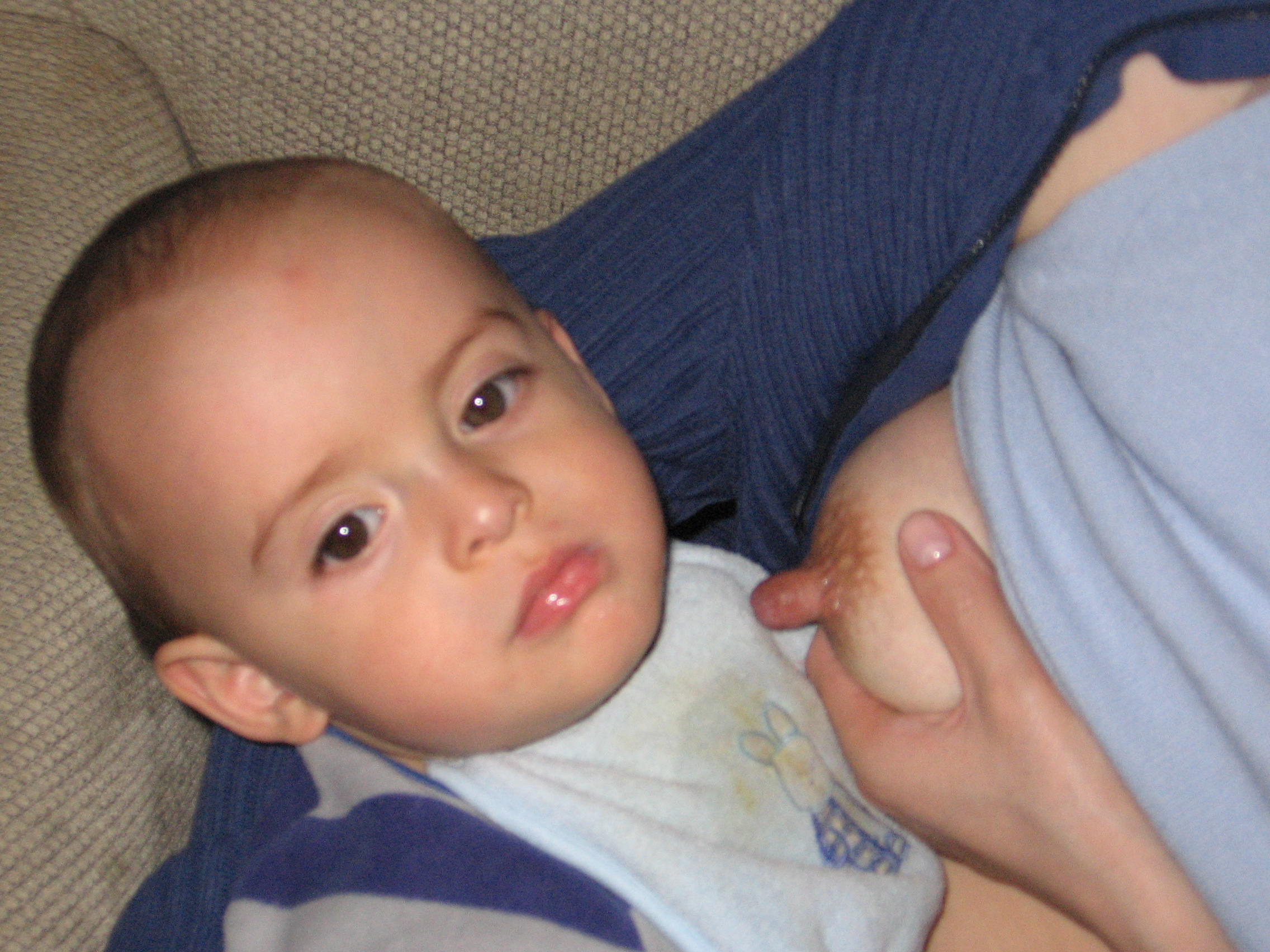
Efeito da lactação sobre a ovulação e fertilidade.

O método de amenorréia lactacional é um método contraceptivo que é baseado na infertilidade natural que ocorre após o parto, quando uma mulher está amenorréica (não menstrua) e amamentando. Se não for combinado com outros medicamentos ou dispositivos, este método pode ser considerado um controle de natalidade natural ou um planejamento familiar natural.

## Infertilidade durante a amamentação
Para as mulheres que preencham os critérios (listados abaixo) o Método de Amenorréia Lactacional tem 98% de eficácia durante os primeiros seis meses do pós-parto.
- Amamentação deve ser a unica fonte de alimentação para o recém-nascido. Compostos nutritivos e todos os alimentos sólidos reduzem a eficácia da método.
- A criança deve ser amamentada pelo menos de quatro em quatro horas durante o dia e, pelo menos, a cada seis horas durante a noite.
- A criança deve ter idade inferior a seis meses.
- A mulher não deve ter tido um período posterior a 56 dias pós-parto.

Ecologia da amamentação é uma forma mais rigorosa do método de Amenorréia Lactacional. Estudos têm demonstrado que tem uma taxa de insucesso 1% nos seis primeiros meses pós-parto, e uma taxa 6% de fracasso perante a mulher do primeiro menstrual pós-parto.
- O aleitamento materno deve ser a única fonte de nutrição do bebê - nenhuma fórmula, não bombeamento e não sólidos.
- A criança deve ser acalmada no peito, não com chupetas ou mamadeiras.
- O bebê deve ser amamentado diversas vezes. As normas são um mínimo; quanto maior a freqüência melhor. A programação da alimentação deve ser evitada.
- As mães devem dormir com os seus bebés - na mesma sala, se não na mesma cama.
- As mães não devem ser separadas dos seus filhos por mais de três horas por dia.
- As mães devem cochilar diariamente com seus bebés.
- A mulher não deve ter tido um período posterior a 56 dias pós-parto.

## Retorno da fertilidade
Retorno da menstruação apos o parto varia muito entre os indivíduos. Embora a primeira ciclo pós-parto é por vezes anovulação (tal reduz a probabilidade de engravidar novamente antes de ter um período pós-parto), ciclos subsequentes são quase sempre ovulatória e, portanto, deve ser considerada fértil.